# Большой Боляш
Большо́й Боля́ш — озеро в Челябинской области, в Чебаркульском районе, севернее города Чебаркуль.

## География
Вокруг Большого Боляша много мелких и средних озёр: Табанкуль, Теренкуль, Еловое, Большой Кисегач, Чебаркуль и Большой Сунукуль.
Административно входит в Непряхинское сельское поселение.
Возле восточного берега озера расположен микрорайон Новая Деревня города Чебаркуля, бывший посёлок Пятихатка

## Растительный и животный мир
Здесь обитает плотва и окунь.